# Kostel svatého Mořice (Haljala)
Kostel svatého Mořice stojí v městě Haljala v kraji Lääne-Virumaa v Estonsku. Kostel využívá estonská evangelicko-luteránská církev (EELK).
Kostel je od 3. srpna 1998 zapsán v seznamu kulturních památek Estonska pod číslem 15647.

## Historie
První dřevěný kostel byl postaven v 13. století. Zděný kostel byl postaven jako obranný kostel na křižovatce cest z Tallinnu do Narvy a z Rakvere k severním přístavům na pobřeží Baltského moře včetně přístavu Toolse. Byl stavěn ve třech etapách. V první etapě v letech 1430–1440 byla postavena loď a kněžiště. V další trojlodní loď a zaklenutí a koncem 15. století byla věž zvýšena na 34 metry. Věž sloužila jako strážní, měla vlastní krb a otvory pro odvedení kouře. Kostel vyhořel v období Livonské války v roce 1558 a během severní války v roce 1703. Později vyhořel po zasažení bleskem v roce 1761 a v roce 1831 požár zničil věž a střechu kostela. Dnešní podoba pochází z roku 1865.

## Popis
Zděná cihlová orientovaná trojlodní stavba na obdélníkovém půdorysu zakončená nižším a užším kněžištěm (na východě) a věží v západním průčelí. Gotická klenba lodi spočívá na dvou párech osmibokých sloupů a bočních stěnách. Kolem vnitřních stěn je dřevěný ochoz. Barokní kazatelna z roku 1730, oltář je novogotický. Na severní straně kněžiště je sakristie.
Věž má první polovinu čtyřbokou (čtvercový půdorys) na ní je postavena osmiboká část. Je osmipatrová o výšce 34 metry.